# Роджер Макмеррін
Роджер Макмеррін (англ. Roger McMurrin; 7 серпня 1939 — 13 грудня 2023) — засновник, художній керівник і головний диригент Київського симфонічного оркестру та хору (від 1993). Громадянин США, який постійно проживав в Україні.

## Біографія
Народився в м. Зініа (штат Огайо, США) в родині, де шанувалися музика і спів. Від семи років співав у дитячому хорі протестантської церкви.
Музичну освіту здобув у коледжі «Олівет Назарін» у м. Бурбонне (шт. Іллінойс; 1957—1961, викл. — Н. Ларсен) та на музичному факультеті Університету Огайо у м. Колумбус (шт. Огайо; 1967—1969, викл. — М.Кейсі; закінчив з науковим ступенем магістра музики).
Спеціалізувався в галузях музичної освіти, вокалу і диригування в американському музичному коледжі у м. Грац (Австрія; 1971), на музичних факультетах і в коледжах у Штутгарті (ФРН), Лондоні та Кембриджі (обидва — Велика Британія; 1970—1980-ті рр., викладачі — Р. Шоу, Г. Ріллінг, Д. Вілкокс, Д. Моу).
1961—1968 викладав хоровий спів у м. Ксенія (шт. Огайо), 1969—1971 був викладачем та диригував хором у коледжі м. Отербейн (шт. Огайо), 1971—1993 — церковними хорами пресвітерських церков у містах Форт-Лодердейл (шт. Флорида), Даллас (шт. Техас), Орландо (шт. Флорида). Хорові ансамблі, якими в різний час керував Р. Макмеррін, гастролювали в багатьох країнах.

## Діяльність в Україні
1992 вперше відвідав Україну. Був приємно вражений високим рівнем співочої і назагал музичної культури українців, їхньою відданістю християнським цінностям і традиціям. Від 1993 він постійно оселився з родиною в Києві. Дружина Діана — письменниця. Організував хор з 90 співаків і оркестр із 65 інструменталістів, які виконують як твори українських композиторів-класиків (М.Березовського, Д.Бортнянського, А.Веделя, М.Лисенка, К.Стеценка, М.Леонтовича, П.Чайковського, уривки Божественної Літургії), різдвяні колядки, богоявленські щедрівки, так і твори зарубіжних композиторів минулого і сучасності (Г.-Ф.Генделя, Й.-С.Баха, Дж. Верді, Г.Берліоза, В.-А.Моцарта, Л. ван Бетховена, Ф. Пуленка, Дж. Раттера, Дж.-К. Менотті, Дж. Гершвіна, Л. Бернстайна, А. Копланда, Ф. Мендельсона, Й. Брамса, У. Уолтона, О. Бородіна, С. Прокоф'єва, С. Рахманінова та ін.). Деякі твори західних композиторів хор і оркестр під управлінням М. виконували в Україні вперше. Помічниками Макмерріна в справі диригування стали високопрофесійні українські диригенти В. Кончаківська, А. Кульбаба, Т. Миронюк, О. Сєдих. Роджер Макмеррін — засновник і пастор пресвітеріанських громад Св. Трійці і Св. апостола Павла в Києві.
У США отримав два почесних докторати «Гоноріс кауза» за музичну діяльність в Україні. Оркестр і хор постійно дають концерти в Києві в Національному академічному театрі опери і балету України, Національній філармонії України, Національному будинку органної та камерної музики України (костел св. Миколая), інших престижних залах, а також виїжджають на гастролі в області України, у США (виступали у всесвітньовідомому Карнегі-Холлі в Нью-Йорку), країни Західної Європи, Середньої Азії, Росію.
Відомий український музикознавець і хоровий диригент Тарас Миронюк, який багато років співпрацював з Макмерріном, написав книгу «Українсько-американські музичні зв’язки. Творчий портрет диригента Роджера Макмерріна», презентація якої відбулася 2023 року.